# Данило Пантовић
Данило Пантовић (Београд, 20. октобар 1965) је српски правник и дипломата и тренутни амбасадор Србије у Хавани (Република Куба). Дипломирао је у Средњој школи у  Алендејлу, Мичиген, САД 1984. године. Године 1992. је дипломирао на Правном факултету у Београду. Члан је Управног одбора Тениског савеза Србије. Ожењен је и има једно дете. Течно говори енглески и шпански језик. 

## Занимљивости
Дуги низ година је био председник Тениског клуба Црвена звезда. Повремено је гостујући предавач на Правном факултету у Београду и на Дипломатској академији МСП-а. Његово именовање на место амбасадора на Куби су пропратиле бројне интриге, с обзиром да су се у том тренутку пред српским судовима против њега водила два поступка. Први је био поступак у случају везаном за доделу дипломатских пасоша телохранитељима Марка Милошевића, а други се односи на проневере у вези са државним становима у оквиру ког је утврђено да су он и остали осумњичени оштетили државу за 1,5 милијарду евра. И поред свега тога, на предлог тадашњег министра за рад, запошљавање, борачка и социјална питања Србије Александра Вулина, га је председник Републике Томислав Николић поставио за амбасадора. Појавиле су се и спекулације да је тадшњи премијер Александар Вучић изричито био против овог именовања, али и он га није повукао са места амбасадора када је постао председник. Због тог именовања поступци против њега су замрзнути. Био је истакнути члан ЈУЛ-а и близак сарадник Мирјане Марковић. Познаваоци његове каријере кажу да је у ЈУЛ-у био само због новца и да је одувек желео амбасадорско место у Хавани.  

## Адвокатска каријера
Пре дипломатске каријере је од 1987. до 1991. радио у фирми „Југотурс Лондон д.о.о.” у Лондону, а потом је од 1992. до 1994. стажирао у адвокатској канцеларији.  

## Дипломатска каријера
Политичку каријеру започиње 1995. као секретар Привредне коморе Србије (Србија је тада била република у саставу СРЈ). Од 1997. је био шеф Кабинета министра унутрашњих послова СРЈ. Године 1999. прелази у дипломатску службу и све до 2001. је био генерални секретар Министарства иностраних послова СРЈ. Од 2001. до 2002. је радио у Влади СРЈ. Од 2003. до 2013. је био активан на пословима заступања и консалтинга неколико мултинационалних компанија које су се бавиле производњом индустријске амбалаже. Године 2013. је именован за начелника Одељења за Северну и Јужну Америку Министарства спољних послова Србије у рангу амбасадора. Ту функцију је обављао до 2016.
Године 2017. је именован за амбасадора у Куби. Поред Кубе, он је и нерезиденцијални амбасадор наше земље у Хаитију, Венецуели, Међ. управи за морско дно и Латиноамеричком економском систему.